# Eros Vlahos
Eros Vlahos (13 de janeiro de 1995) é um ator e comediante britânico, provavelmente mais conhecido por seus papéis como Cyril Gray, em Nanny McPhee e as Lições Mágicas, Jake Farley em Summer in Transylvania, e Lommy Greenhands em Game of Thrones. Ele atualmente aparece em um papel recorrente na série televisiva Da Vinci's Demons, como Nicolau Machiavel.

## Família e vida pessoal
Eros Vlahos nasceu em Londres em 13 de janeiro de 1995. Seus pais são Terry Davy (mãe) e Spiros Vlahos (pai), e ele também possui um irmão mais novo (com uma diferença de 7 anos entre os dois), Tron Vlahos. Ele possui ascendência britânica (por parte de mãe) e grega (por parte de pai).
Os pais de Vlahos também trabalham em relação de parceria comercial um com o outro; sua mãe é fashion designer e seu pai é administrador de negócios. Eles possuem e operam a loja original Cyberdog no Camden Market; uma futurista e extravagante loja de moda, acessórios e brinquedos que eles fundaram juntos, em 1994. Seu animal de estimação, um Chihuahua, "Chichi, o Cyberdog", inspirou o nome da loja e foi apresentado como parte de sua imagem-marca. A família ainda mantém um chihuahua como animal de estimação nos dias de hoje (a partir de 2013).
Eros estudou em uma escola, em Londres. Seus hobbies incluem a montagem de conjunto de legos e desenhar. É um fã de esportes, principalmente de futebol e gosta de sair para assistir filmes e teatros ao vivo. Também Eros afirmou em uma entrevista na GreekReporter sobre seu novo papel em Da Vinci's Demons e sua vida, além de dizer que gosta de visitar seus amigos e familiares em Filiates, cidade natal de seu pai, na Grécia.

## Carreira

### Filmografia
| Ano             | Título                           | Papel                  | Notas                                |
| --------------- | -------------------------------- | ---------------------- | ------------------------------------ |
| 2007            | Casualty (série de TV)           | Liam Hendricks         | Episódio: "Snowball"                 |
| 2007            | CBBC eXtra (série de TV)         | Ele mesmo              |                                      |
| 2009            | Skellig                          | Coot                   | Exemplo                              |
| 2010            | Nanny McPhee e as Lições Mágicas | Cyril Gray             | Personagem principal                 |
| 2010            | Third Star                       | Anjo                   |                                      |
| 2010            | Summer in Transylvania           | Jake Farley            | Papel recorrente                     |
| 2011            | Episodes (série de TV)           | Garoto 'Pucks!'        | Papel recorrente                     |
| 2011            | Game of Thrones                  | Lommy Greenhands       | Papel recorrente (2011-2012)         |
| 2011            | Outnumbered                      | Marcus                 | Episódio: The Parent's Evening       |
| 2011            | Great Expectations (série de TV) | Herbert Pocket (jovem) | Episódio: Um                         |
| 2012            | Anna Karenina (filme de 2012)    | Boris                  | Filme                                |
| 2013 - presente | Da Vinci's Demons                | Nicolau Machiavel      | Papel recorrente/personagem de apoio |

### Outro
No verão de 2008, aos 13 anos de idade, Vlahos escreveu e atuou seu próprio material no Edinburgh Festival Fringe. Em dezembro do mesmo ano, foi recrutado para uma releitura de natal como pantomima para o jornal e website The Guardian. Ele também teve um show de comédia na rádio de Londres e tem aparecido no CBBC Extra. Ele esteve envolvido com a academia de comédia infantil "Comedy Club 4 Kids UK".
Vlahos é ativo no Twitter, mantém um site oficial e tem um blog no Tumblr, onde ele posta intermitentemente exemplos de seus roteiros de comédia. Ele também se engajou em várias outras atividades criativas online, incluindo a postagem de fotos e ocasionais vídeos e videoclipes.